# ハーフバースデー
ハーフバースデーとは、誕生日の半年前ないしは半年後にお祝いをする日。

## 概要
ハーフバースデーは、元々アメリカやイギリスで広まっていたお祝い方法であった。アメリカやイギリスでは長期休暇期間中に誕生日を迎える子供は、周りの友人から誕生日を祝ってもらえないということがあった。
そこで、誕生日の休暇期間でない半年前や半年後にハーフバースデーを設定することにより、友人からお祝いをしてもらえるようにしたことが始まりである。

## 日本での祝い方
日本ではアメリカやイギリスとは異なり、子供が誕生してから半年後にお祝いをするイベントとなっている。
特別な決まりがあるわけではないが、眠っている赤ちゃんの周りに小道具類を配置して一枚の作品に仕立てたアート写真を撮影する所謂寝相アートを撮る、離乳食ケーキを作るなどして祝うものとされる。